# Łękwica (przystanek kolejowy)
Łękwica – nieistniejący przystanek kolejowy w Lękwicy, w województwie pomorskim, w Polsce.